# Eragrostis pringlei
Eragrostis pringlei är en gräsart som beskrevs av Giovanni Ettore Mattei. Eragrostis pringlei ingår i släktet kärleksgrässläktet, och familjen gräs. Inga underarter finns listade i Catalogue of Life.